# Islamofilia

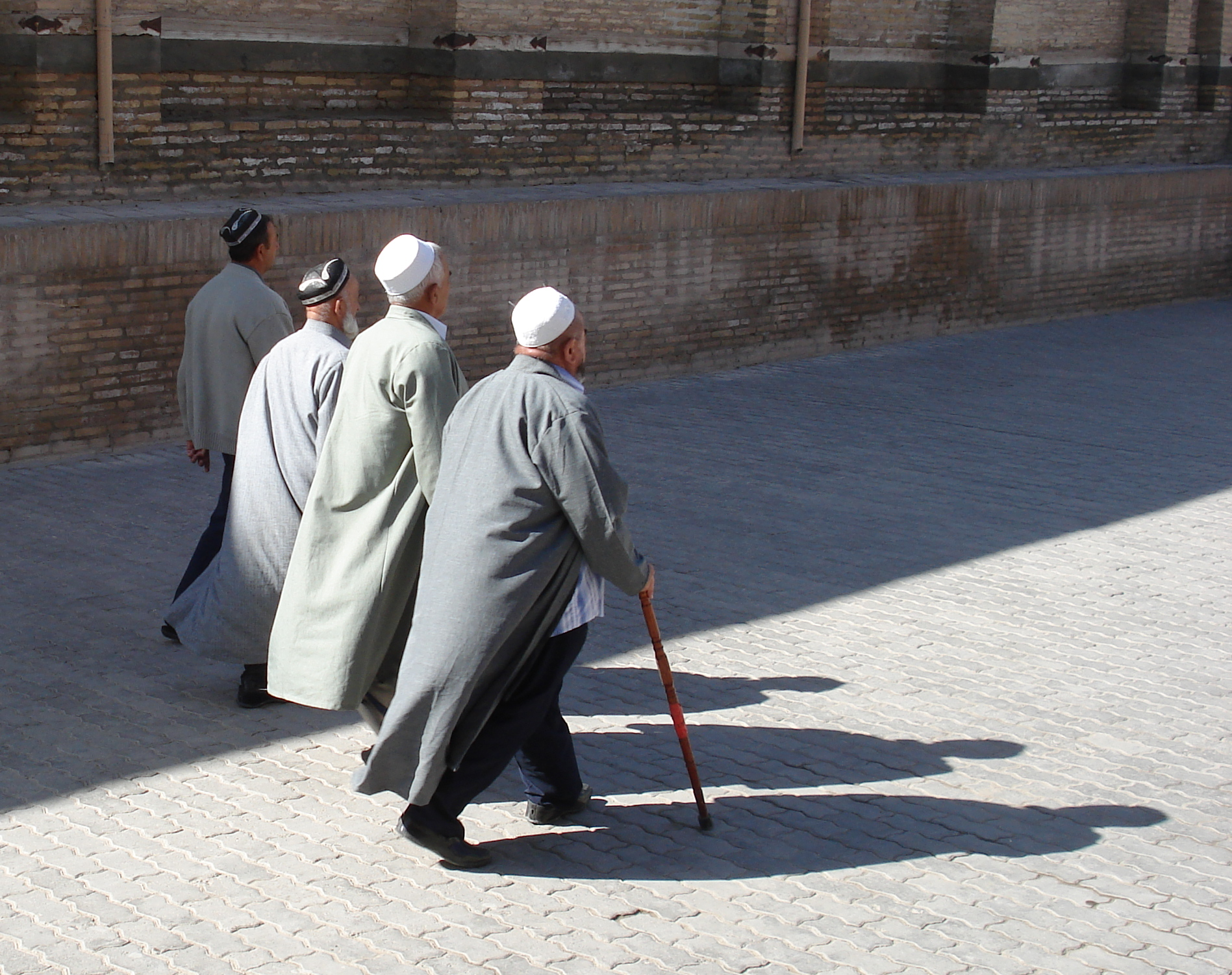
Cuatro hombres de camino a la mezquita en Jiva, Uzbekistán

La islamofilia es un neologismo para describir un enamoramiento o simpatía por los valores del Islam, generalmente asociado con una admiración por la civilización islámica o la creencia en algunos mitos en torno a ella.

## En las artes
Este término se utilizó en el siglo XX para describir la curiosidad de los coleccionistas y orientalistas por el arte islámico. Pouillon y Vatin ven en la promoción de este término de islamofilia, la contraparte a la islamofobia circundante y la reaparición del orientalismo.

## En la política
Para Pierre-André Taguieff, la islamofilia contemporánea está vinculada en Occidente: 

«el benevolente miedo de ser islamofóbico».

### Extrema derecha
Según Shmuel Trigano, para la extrema derecha hay varias formas de islamofilia, una de tipo místico como la de Julius Evola, o la de tipo Islam global como la de René Guénon, pero todos son antisionistas y paradojalmente, vinculados a un racismo antiarabe.

### Extrema izquierda
Pese al ateísmo radical, Shmuel Trigano señala que la islamofilia de la extrema izquierda se expresa en su simpatía hacia las corrientes islámicas que se oponen a la democracia basada en el capitalismo.

### Izquierda
Para Lydia Guirous, la islamofilia está vinculada a la negación del ecumenismo religioso, incluido el islámico, por parte de la izquierda.

## Religión
René Grousset de la Académie Française señala que el emperador Federico de Hohenstaufen tenía fama de islamófilo;

«Criado en Sicilia, en esta tierra todavía medio musulmana donde la dominación normanda estaba lejos de haber borrado las huellas de la ocupación árabe, todo en la civilización árabe-persa halagó sus gustos: la filosofía árabe, entonces en su apogeo, que permitió que este espíritu curioso y casi librepensador se escapara del círculo del pensamiento cristiano -el ejemplo del califato hereditario que reforzó sus tendencias al cesaropapismo- la devoción ciega de sus súbditos árabes de Sicilia que le proporcionaron regimientos como nadie La amenaza de excomunión no pudo conmover finalmente las costumbres musulmanas de la poligamia»

 Convertido en rey consorte de Jerusalén en 1225, viudo en 1228, Federico dirigió entonces la Sexta Cruzada, asumió por negociación la ciudad perdida de la época de Saladino, y fue coronado allí en 1229, mostrándose más respetuoso con los musulmanes que con sacerdotes cristianos, luego regresó a Italia sin haber levantado los muros de la ciudad.
Para Philippe de Villiers, el relativismo religioso explica la islamofilia dentro del clero católico y los funcionarios electos franceses, en sus palabras: «secularistas y cristianófobos».

## En los medios
En The Guardian (18 de septiembre de 2001), Julie Burchill se opone a la vez, tanto a la islamofobia como a la islamofilia, argumentando que la islamofilia surge de cierta culpabilidad de sus colegas periodistas, cuando deben referirse a los abusos de personas de origen musulmán.